# 阿川村
阿川村（あがわそん）は、山口県豊浦郡にあった村。現在の下関市豊北町大字阿川にあたる。

## 地理
- 海洋：響灘
- 山岳：山田山、鰯山、大浦岳

## 歴史
- 1889年（明治22年）4月1日 - 町村制の施行により、近世以来の阿川村が単独で自治体を形成。
- 1955年（昭和30年）4月1日 - 神玉村・角島村・神田村・粟野村・滝部村・田耕村および宇賀村の一部（大字北宇賀）と合併して豊北町が発足。同日阿川村廃止。

## 経済

### 産業
農業
『大日本篤農家名鑑』によれば阿川村の篤農家は「時田桃太郎、西島量平」などである。

## 交通

### 鉄道路線
- 日本国有鉄道
  - 山陰本線
    - 阿川駅

## 出身・ゆかりのある人物
- 佐々木安五郎（衆議院議員）